# Eurytomidae
Gli Euritomidi (Eurytomidae Walker, 1832) costituiscono una famiglia di insetti (Hymenoptera: Chalcidoidea) comprendente specie parassitoidi oppure fitofaghe.

## Generalità
Sono un raggruppamento eterogeneo di insetti di dimensioni medio-piccole. Si possono confondere facilmente con gli Pteromalidi, dai quali si distinguono per alcune combinazioni di caratteri. Gli Euritomidi hanno sempre un pronoto ben sviluppato e di forma rettangolare e portano spesso sculture ombelicate sul mesoscuto, mentre gli Pteromalidi hanno sculture di questo aspetto sul pronoto. Il gastro degli Euritomidi è in genere ovoidale e cilindrico oppure compresso in senso latero-trasversale, mentre gli Pteromalidi hanno in genere il gastro compresso in senso dorso-ventrale.
La famiglia è cosmopolita, largamente rappresentata in tutte le regioni del pianeta.

## Descrizione
Gli Euritomidi hanno un corpo di medie dimensioni (1-9 mm), con sagoma variabile dal tozzo allo slanciato, in genere di colore nero, talvolta bruno o giallastro. Raramente sono presenti colori vivaci o con riflessi metallici.
Il capo ha antenne composte da 9-13 articoli con un frequente dimorfismo sessuale: le antenne del maschio, infatti, hanno spesso verticilli di setole sensitive sugli antennomeri del flagello oppure un'espansione ventrale a placca sullo scapo.
Il torace mostra alcuni caratteri morfologici utili ai fini sistematici ma non esclusivi di questa famiglia: il pronoto è largo e di forma quadrangolare, ricordando nell'aspetto un collare. Il mesotorace mostra i notauli completi e spesso profondi. Le ali anteriori hanno la vena marginale breve, più o meno della stessa lunghezza della vena stigmale. La vena postmarginale è sempre presente ma spesso è molto breve. Le zampe hanno tutti i tarsi composti da 5 articoli, con rare eccezioni.
L'addome mostra un gastro generalmente ben distinto dal propodeo, di forma convessa. Visto lateralmente ha una forma ovoidale oppure allungata e acuminata. Visto dal dorso ha una forma cilindrica o ovoidale oppure compressa in senso trasversale. In genere si presenta liscio. L'ovopositore è breve e non sporge quasi mai dall'addome.

## Biologia
La biologia degli Euritomidi è piuttosto eterogenea. In questa famiglia è compresa una significativa rappresentanza di specie fitofaghe, per quanto la maggior parte delle specie sia costituita da parassitoidi entomofagi.
Le specie fitofaghe si sviluppano all'interno di tessuti vegetali. Le più importanti sono specie spermofaghe che si sviluppano a spese dell'endosperma dei semi di varie piante (spesso Leguminose). Altre specie si sviluppano invece all'interno degli steli di piante erbacee, talvolta formando galle.
Gli Euritomidi entomofagi sono prevalentemente ectoparassiti solitari di larve appartenenti a diversi ordini (più frequentemente Ditteri, Lepidotteri, Imenotteri). Queste specie possono comportarsi come parassiti primari oppure come iperparassiti. Nell'ambito degli entomofagi si riscontra anche l'esistenza di specie che hanno comportamenti differenti che hanno tuttavia una rappresentanza limitata. Alcune specie si comportano come predatori oofagi a spese soprattutto di Ortotteri e Rincoti. Altre specie si comportano come ectoparassiti gregari a spese di Lepidoptera. Altre specie, infine, si comportano come endoparassite a spese di insetti galligeni rientranti fra gli Imenotteri Cinipidi e i Ditteri Tefritidi.
Per molti Euritomidi entomofagi è stata riscontrata una fitofagia secondaria, in quanto spesso il parassitoide diventa fitofago e continua a nutrirsi a spese dei tessuti della pianta ospite dopo che ha provocato la morte dell'ospite primario.

## Sistematica e filogenesi
L'eterogeneità morfologica ed etologica degli Euritomidi è la ragione di una continua revisione della sua sistematica interna e anche nelle più recenti proposte sussistono controversie sul numero di sottofamiglie. Dal punto di vista filogenetico gli Euritomidi sarebbero un raggruppamento parafiletico pertanto in futuro è probabile che da essi saranno scorporate nuove famiglie di Calcidoidei.
Nel complesso fra gli Euritomidi si annoverano oltre 1400 specie ripartite fra 87-88 generi. Piuttosto controversa è la suddivisione in sottofamiglie, con continue revisioni che individuano o hanno individuato da due a sette sottofamiglie. Attualmente il dibattito è fra l'attribuzione di due o tre sottofamiglie. Tutte le tesi concordano sull'esistenza delle sottofamiglie degli Eurytominae e dei Rileyinae, mentre è controversa la separazione, dagli Eurytominae, di una terza sottofamiglia, gli Heimbrinae, comprendente specie diffuse nel continente americano.